# Ekofisk
Ekofisk-feltet er Norges største oliefelt. Olieudvindingen i feltet foretages primært af selskaberne ConocoPhilips og Total, og blev startet i 1971.
I 2001 tog den norske Riksantikvar initiativ til at dokumentere Ekofiskområdet som et teknisk industrielt kulturminde. Arbejdet har foregået som et samarbejdsprojekt mellem ConocoPhillips, Norsk Oljemuseum, Statsarkivet i Stavanger og Nasjonalbiblioteket. Udstillingen er tilgængelig ved besøg på Norsk Oljemuseum og på et eget websted.

## Eksterne links
- Interaktivt kort Arkiveret 6. marts 2013 hos  Wayback Machine
- Kulturminne Ekofisk Arkiveret 13. november 2018 hos  Wayback Machine (norsk)

56°32′09″N 3°11′55″Ø / 56.53583°N 3.19861°Ø